# Алжирская экспедиция (1775)

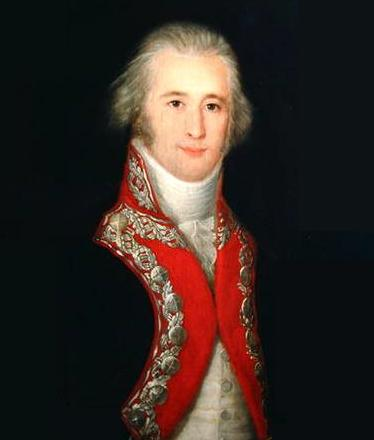
Портрет Алехандро О’Рельи кисти Франсиско Гойя

Алжирская экспедиция 1775 года — совместная экспедиция испанских и тосканских войск под командованием испанского маршала Алехандро О’Рельи (ирландского происхождения) против Алжирской республики, являвшейся пристанищем берберийских пиратов, проведенная в июле 1775 года.

## История
В 1775 году испанский король Карл III выслал против пиратской Алжирской республики 22,5-тысячную армию (21,5 тысяча пехоты и 1000 кавалерии) со 100 осадными и полевыми орудиями, под командованием маршала О’Рельи, отправленную на 344 транспортных судах, под конвоем военного флота из Картахены. Эскадра подошла к Алжиру 1 июля, и став на якорь в нескольких километрах от города, напротив устья ручья Эль-Араш, стала готовиться к высадке. Но сильные ветры задержали высадку на целую неделю. Алжирцы же успели тем временем укрепиться и стянуть сюда до 100 тысяч войск. 8 июля испанцы все же высадились на левом берегу ручья.
Для преграждения пути к Алжиру арабы встретили противника на сильной позиции, состоящей из пересеченной местности и кустарника. Наступление испанской армии прошло в серии бессвязных и неискусно проведенных атак, не привело ни к каким результатам и доставило испанцам большие потери. Эта первоначальная неудача воодушевила арабов и они предприняли атаку превосходящими силами на узком участке между Эль-Арашем и морем. Испанцы вынуждены были отступить к самому месту высадки и попытались прикрыть себя окопами. Алжирцы повели энергичное преследование. За недостатком времени окопы не были вырыты надлежащим образом. Понеся за короткий период времени большие потери, О’Рельи был вынужден отказаться от действий против Алжира и лишь с большим трудом, потеряв до 5000 человек убитыми и бросив около 2 тысяч раненых и все орудия, смог посадить войска на суда и отплыть в Европу.